# Hortense ou l'Eau vive
Hortense ou l'Eau vive est un roman de Jean Giono publié en 1958.

## Historique
En 1956, pour le scénario du film L'Eau vive, Jean Giono, avec Alain Allioux, écrit l'histoire d'Hortense et de son héritage. En 1958, cette histoire devient celle du père et du grand-père d'Hortense.

## Résumé
Vers 1880, Martin Fabre, un conducteur de fardiers entre Marseille et Briançon, acheta une maison délabrée au confluent de la Durance et de l'Ubaye et se lança dans le commerce des graviers. Il fit quelques bonnes affaires et avec son aîné, Félix, il s'était occupé aussi de bois de charpentage. Pendant le service militaire de Félix, Martin Fabre, jalousé, est repêché noyé dans le port de Marseille.

À son retour, Félix reprend l'affaire tombée en faillite, met sa mère en maison de retraite, son frère Bruno en école d'agriculture, sa sœur Rosa « en place » à Cavaillon et son plus jeune frère « celui du Lauzanier » berger dans la Crau. Abandonnant les grosses adjudications de bois, Félix ne travaille plus qu'avec des particuliers. De petit morceau en petit morceau, l'affaire Fabre finit par faire des cubages énormes et décroche un marché avec l'Arsenal de Toulon. Pour consolider son trône, Félix loue une petite terre à son frère Bruno et prête quatre millions à Rosa installée avec son mari à Cavaillon. Se sentant menacé par des naissances chez Bruno et Rosa, Félix se marie et après dix ans de mariage, Marguerite, sa femme accouche d'une fille, Hortense...

Marguerite meurt brusquement et Félix décide de faire d'Hortense un « géant turc ». Il la confie à Simon, celui du Lauzanier : elle l'accompagnera pendant quatre ou cinq ans à Mont-Genèvre dans son alpage. Bien renseigné sur la prochaine construction du barrage de Serre-Ponçon, il achète le plus de terres possible devant être englouties. Le chargé d'affaires de l'entreprise du barrage lui en offrit un joli pactole. Pour ne pas faire payer de droits de succession à Hortense, il fallait trouver maintenant la bonne cachette...

« C'est la suite qu'il aurait été intéressant de connaître. »

## Éditions
- 1958 - Hortense, Cahiers de l'Artisan, no 47 à 50, de Lucien Jacques.
- 1958 - Hortense ou l'Eau vive, Éditions France-Empire.
- 1980 - Hortense, in "Jean Giono - Œuvres romanesques complètes", Tome V (1451 pages), Gallimard, Bibliothèque de la Pléiade, Édition établie par Robert Ricatte avec la collaboration de Pierre Citron, Henri Godard, Janine et Lucien Miallet et Luce Ricatte,  (ISBN 9782070109777)